# 주천서원
주천서원(朱川書院)은 대한민국 전북특별자치도 진안군 주천면에 있는 서원이다. 1998년 11월 27일 전북특별자치도의 문화재자료 제142호로 지정되었다.

## 개요
주자를 중심으로 여대림·주잠·이황·이이·김충림·김중정 등 7인(人)을 기리고 있는 서원이다.
1924년 광산 김씨 문중 사당으로 처음 짓고 ‘주천사’라 하였다. 1975년 성균관장의 인증을 받아 서원으로 승격되었으며, 이후 여러 차례 보수되어 오늘에 이르고 있다.
이 서원은 홍살문, 외삼문, 사당으로 구성되어 있다. 사당은 앞면 3칸·옆면 1칸 반의 규모이며, 지붕은 옆면에서 볼 때 사람 인(人)자 모양인 맞배지붕으로 꾸몄다. 이곳에서는 해마다 음력 9월 15일 제사지내고 있다.

## 현지 안내문
이 서원은 주희, 여대림, 주잠, 이황, 이이, 김충립, 김중정 등 중국과 한국의 훌륭한 유학자 일곱 분을 모시고 제사지내는 곳이다. 1924년 김대현이 유림과 광산 김씨 문중의 도움으로 주천사를 세웠는데, 이것이 1975년 성균관장의 인준을 받아 서원으로 승격하였다. 서원에 모신 인물중 주희의 증손으로 고려말에 이곳으로 은거한 주잠과 조선시대 인물 김충립, 김중정은 이 지역 사람들의 교육에 많은 노력을 기울였던 분들이다.

## 참고 자료
- 주천서원 - 국가유산청 국가유산포털